# Gephyroctenus parvus
Gephyroctenus parvus är en spindelart som beskrevs av Lodovico di Caporiacco 1947. Gephyroctenus parvus ingår i släktet Gephyroctenus och familjen Ctenidae.
Artens utbredningsområde är Guyana. Inga underarter finns listade i Catalogue of Life.